# Shirley Schreier
Shirley Schreier (São Paulo, 4 de março de 1940) é uma bioquímica, pesquisadora e professora universitária brasileira.
Comendadora da Ordem Nacional do Mérito Científico e membro titular da Academia Brasileira de Ciências na área de Ciências Biomédicas desde 1998, é professora sênior do Instituto de Química da Universidade de São Paulo desde 2010.

## Biografia
Shirley nasceu na cidade de São Paulo, em 1940. Era filha de Meier e Mina Schreier, imigrantes judeus poloneses. Seu pai chegou ao Brasil em 1936 e sua mãe em maio de 1939, num dos últimos navios que saiu da Polônia antes da invasão alemã. Estudou em escolas públicas da cidade e ingressou no curso de química da então Faculdade de Filosofia, Ciências e Letras da Universidade de São Paulo, em 1958, concluindo o curso em 1962.
Com a orientação do professor Giuseppe Cilento, Shirley ingressou no doutorado, onde focou na interação entre as formas oxidada e reduzida dos coenzimas piridínicos, bem como a catálise da hidrólise da forma reduzida por derivados e análogos halogenados da tirosina e da tiroxina. Contratada pelo departamento de química como professora em 1965, após a reforma universitária de 1970, passou a integrar o quadro do Departamento de Bioquímica do Instituto de Química.
Por um ano, entre 1969 e 1970, foi professora colaboradora do Instituto de Química da Unicamp. Entre 1970 a 1973 trabalhou como pesquisadora visitante no laboratório de Ian C.P. Smith, no National Research Council do Canadá, utilizando-se de ressonância paramagnética eletrônica (RPE), através do método de marcador de spin, para o estudo de propriedades estruturais de membranas biológicas e modelo. Voltou várias vezes a esse laboratório por períodos curtos e longos.